# Vysokochvojenská plošina
Vysokochvojenská plošina je geomorfologický okrsek v jižní části Třebechovické tabule, ležící v okresech Hradec Králové a Rychnov nad Kněžnou v Královéhradeckém kraji a v okresech Pardubice a Ústí nad Orlicí v Pardubickém kraji.

## Poloha a sídla

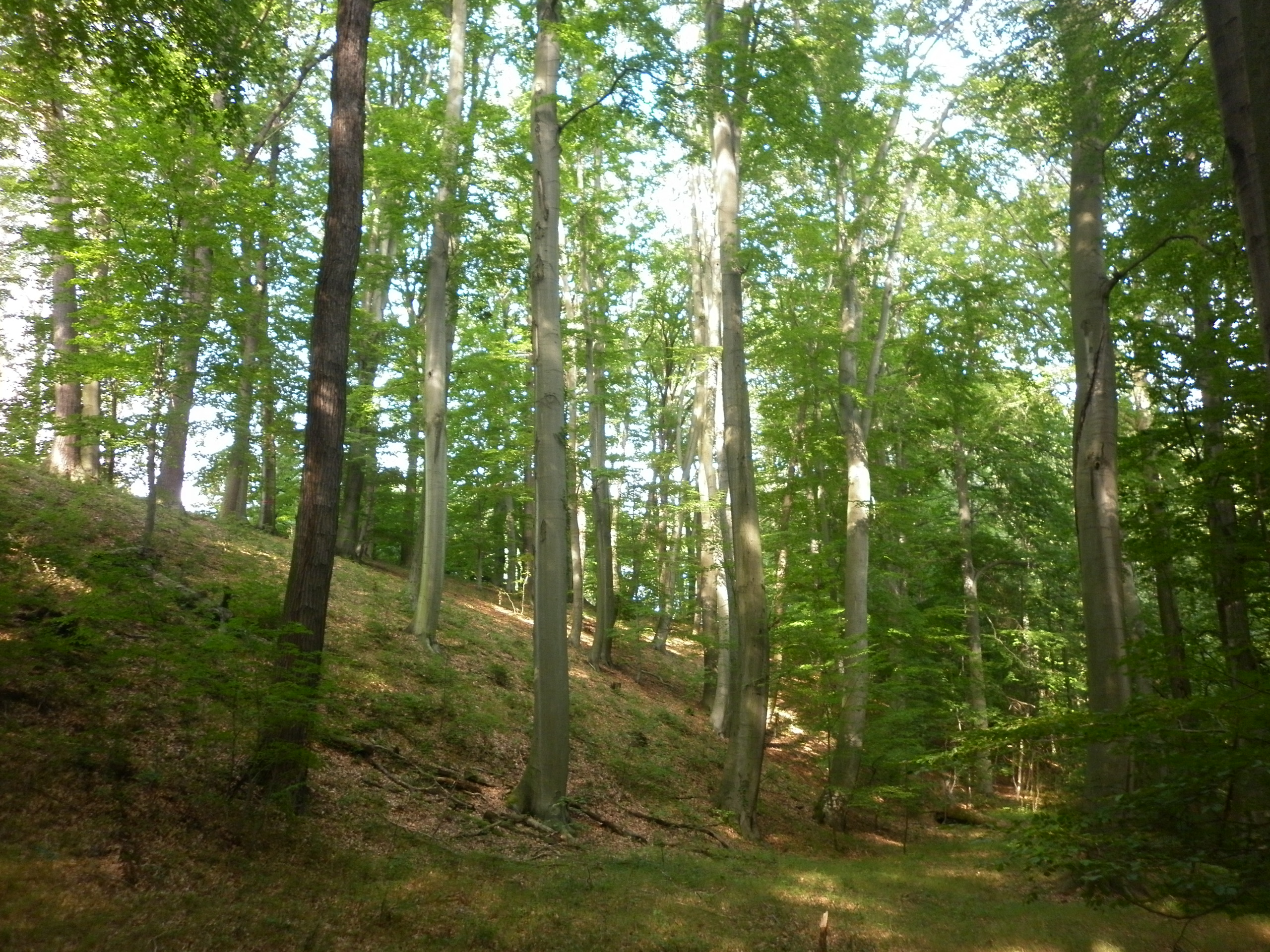
Přírodní rezervace U parku

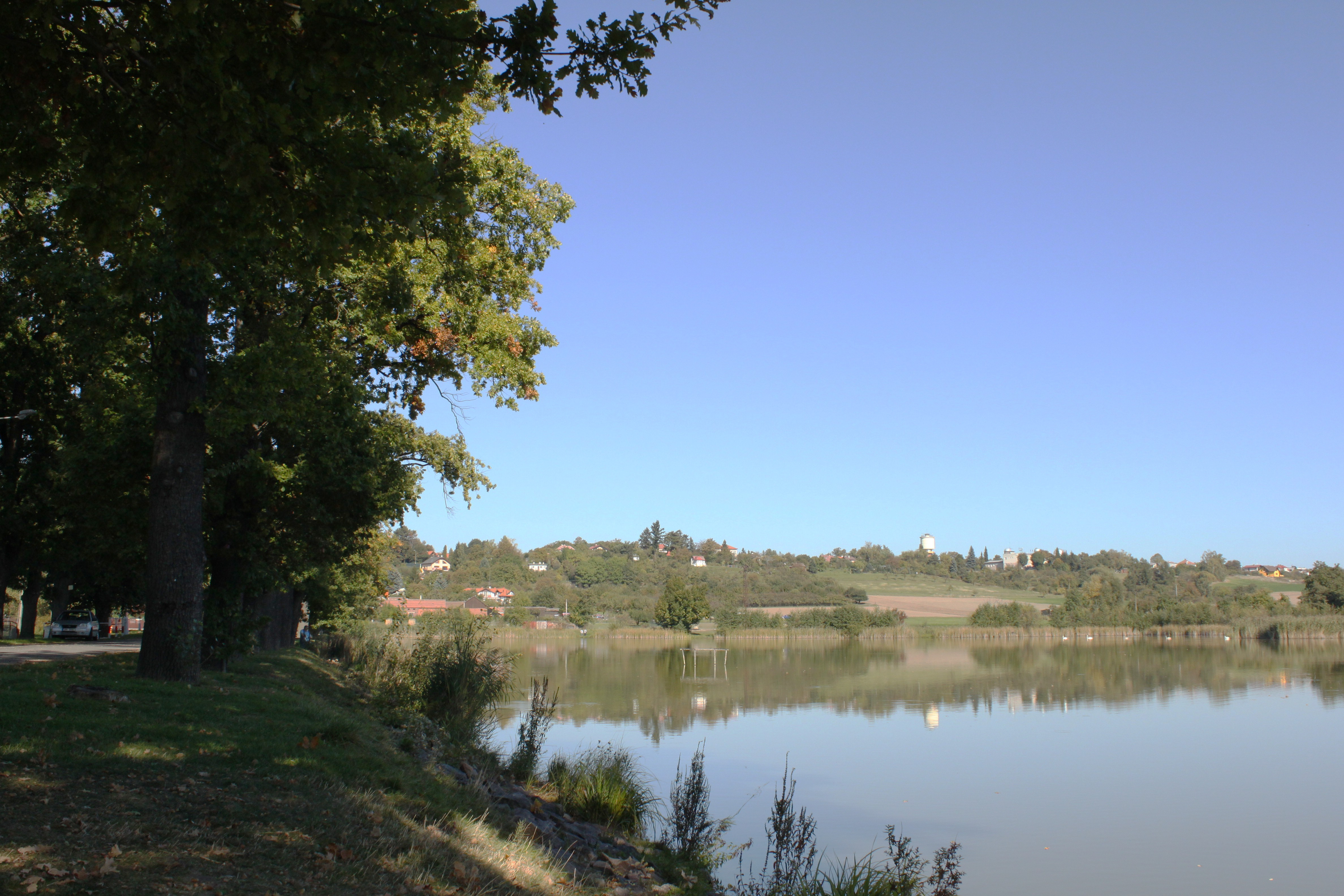
Přírodní památka Roudnička a Datlík, v pozadí Kopec svatého Jana

Území okrsku se nachází zhruba mezi sídly Hradec Králové (na severozápadě), Třebechovice pod Orebem (na severu), Týniště nad Orlicí (na severovýchodě), Choceň (na jihovýchodě), Holice (na středozápadě) a Libišany (na západě). Uvnitř okrsku leží titulní obec Vysoké Chvojno, město Borohrádek, větší obec Horní Jelení, částečně krajské město Hradec Králové a obec Albrechtice nad Orlicí.

## Charakter území
Okrsek zahrnuje chráněná území: PR Buky u Vysokého Chvojna, PR U parku, PR Mazurovy chalupy, PP Vstavačová louka, PP Vodní tůň, PP Bělečský písník, PP U císařské studánky, PP Černá stráň, PP Sítovka, PP U Sítovky, PP Roudnička a Datlík, PP Na Plachtě 1, PP Na Plachtě 2, PP Na Plachtě 3, PP Pětinoha, PPk Orlice.

## Geomorfologické členění
Okrsek Vysokochvojenská plošina (dle značení Jaromíra Demka VIC–2B–6) geomorfologicky náleží do celku Orlická tabule a podcelku Třebechovická tabule.
V alternativním členění Balatky a Kalvody je Vysokochvojenská pouze (územně menším) podokrskem okrsku Choceňská plošina (ten členění Demka a Mackovčina neuvádí).
Plošina sousedí s dvěma okrsky Orlické tabule: Orlické nivy na severu a východě, Brodecká plošina na jihovýchodě. Dále sousedí s celky Východolabská tabule na západě a jihozápadě a Svitavská pahorkatina na jihu.

## Významné vrcholy
Nejvyšším bodem Vysokochvojenské plošiny je Čertův dub (352 m n. m.).
| název vrcholu      | výška (m n. m.) | podřazená jednotka |
| ------------------ | --------------- | ------------------ |
| Čertův dub         | 352             | -                  |
| Na Hradcích        | 335             | -                  |
| Homole             | 297             | -                  |
| Milířský kopec     | 285             | -                  |
| Kopec svatého Jana | 277             | -                  |